# Combretum argyrotrichum
Combretum argyrotrichum är en tvåhjärtbladig växtart som beskrevs av Friedrich Welwitsch och Laws.. Combretum argyrotrichum ingår i släktet Combretum och familjen Combretaceae. Inga underarter finns listade i Catalogue of Life.